# برينس ألبرت (ساسكاتشوان)
برينس ألبرت (بالإنجليزية: Prince Albert)‏ هي ثالث أكبر مدينة في مقاطعة ساسكاتشوان في كندا. بلغ عدد سكان المدينة عام 2006 بنحو 34,138 نسمة.

## المناخ
يظهر الجدول التالي التغييرات المناخية على مدار السنة لبرينس ألبرت:
| البيانات المناخية لـبرينس ألبرت    | البيانات المناخية لـبرينس ألبرت | البيانات المناخية لـبرينس ألبرت | البيانات المناخية لـبرينس ألبرت | البيانات المناخية لـبرينس ألبرت | البيانات المناخية لـبرينس ألبرت | البيانات المناخية لـبرينس ألبرت | البيانات المناخية لـبرينس ألبرت | البيانات المناخية لـبرينس ألبرت | البيانات المناخية لـبرينس ألبرت | البيانات المناخية لـبرينس ألبرت | البيانات المناخية لـبرينس ألبرت | البيانات المناخية لـبرينس ألبرت | البيانات المناخية لـبرينس ألبرت |
| الشهر                              | يناير                           | فبراير                          | مارس                            | أبريل                           | مايو                            | يونيو                           | يوليو                           | أغسطس                           | سبتمبر                          | أكتوبر                          | نوفمبر                          | ديسمبر                          | المعدل السنوي                   |
| ---------------------------------- | ------------------------------- | ------------------------------- | ------------------------------- | ------------------------------- | ------------------------------- | ------------------------------- | ------------------------------- | ------------------------------- | ------------------------------- | ------------------------------- | ------------------------------- | ------------------------------- | ------------------------------- |
| الدرجة القصوى قرينة الرطوبة        | 11.7                            | 10.6                            | 19.4                            | 30.8                            | 35.1                            | 41.3                            | 41.8                            | 40.6                            | 36.0                            | 29.9                            | 18.5                            | 8.3                             | 41.8                            |
| الدرجة القصوى °م (°ف)              | 12.8 (55.0)                     | 12.8 (55.0)                     | 20.0 (68.0)                     | 32.2 (90.0)                     | 35.6 (96.1)                     | 38.8 (101.8)                    | 39.4 (102.9)                    | 36.7 (98.1)                     | 36.1 (97.0)                     | 30.6 (87.1)                     | 19.4 (66.9)                     | 11.1 (52.0)                     | 39.4 (102.9)                    |
| متوسط درجة الحرارة الكبرى °م (°ف)  | −11.4 (11.5)                    | −7.7 (18.1)                     | −0.9 (30.4)                     | 9.8 (49.6)                      | 17.5 (63.5)                     | 21.8 (71.2)                     | 24.3 (75.7)                     | 23.4 (74.1)                     | 17.1 (62.8)                     | 8.8 (47.8)                      | −2.7 (27.1)                     | −9.4 (15.1)                     | 7.5 (45.5)                      |
| المتوسط اليومي °م (°ف)             | −17.3 (0.9)                     | −13.8 (7.2)                     | −6.8 (19.8)                     | 3.3 (37.9)                      | 10.4 (50.7)                     | 15.3 (59.5)                     | 18.0 (64.4)                     | 16.7 (62.1)                     | 10.5 (50.9)                     | 3.1 (37.6)                      | −7.2 (19.0)                     | −14.8 (5.4)                     | 1.4 (34.5)                      |
| متوسط درجة الحرارة الصغرى °م (°ف)  | −23.1 (−9.6)                    | −19.9 (−3.8)                    | −12.7 (9.1)                     | −3.1 (26.4)                     | 3.3 (37.9)                      | 8.7 (47.7)                      | 11.5 (52.7)                     | 9.9 (49.8)                      | 4.0 (39.2)                      | −2.6 (27.3)                     | −11.8 (10.8)                    | −20.1 (−4.2)                    | −4.7 (23.5)                     |
| أدنى درجة حرارة °م (°ف)            | −55.0 (−67.0)                   | −56.7 (−70.1)                   | −45.6 (−50.1)                   | −33.9 (−29.0)                   | −16.1 (3.0)                     | −4.4 (24.1)                     | 0.6 (33.1)                      | −5.6 (21.9)                     | −15.6 (3.9)                     | −26.1 (−15.0)                   | −45.0 (−49.0)                   | −49.4 (−56.9)                   | −56.7 (−70.1)                   |
| أدنى درجة حرارة تبريد الرياح       | −59.7                           | −57.9                           | −50.0                           | −43.1                           | −18.3                           | −9.2                            | 0.0                             | −3.2                            | −16.0                           | −28.2                           | −49.7                           | −54.1                           | −59.7                           |
| الهطول مم (إنش)                    | 16.2 (0.64)                     | 11.8 (0.46)                     | 18.1 (0.71)                     | 27.4 (1.08)                     | 44.7 (1.76)                     | 68.6 (2.70)                     | 76.6 (3.02)                     | 61.6 (2.43)                     | 43.4 (1.71)                     | 26.1 (1.03)                     | 16.6 (0.65)                     | 16.7 (0.66)                     | 427.7 (16.84)                   |
| معدل هطول الأمطار مم (إنش)         | 0.6 (0.02)                      | 0.1 (0.00)                      | 1.4 (0.06)                      | 17.3 (0.68)                     | 41.5 (1.63)                     | 68.6 (2.70)                     | 76.6 (3.02)                     | 61.6 (2.43)                     | 41.9 (1.65)                     | 14.7 (0.58)                     | 2.4 (0.09)                      | 0.7 (0.03)                      | 327.2 (12.88)                   |
| متوسط تساقط الثلوج سم (إنش)        | 19.4 (7.6)                      | 13.6 (5.4)                      | 19.2 (7.6)                      | 10.5 (4.1)                      | 3.1 (1.2)                       | 0.0 (0.0)                       | 0.0 (0.0)                       | 0.0 (0.0)                       | 1.5 (0.6)                       | 11.6 (4.6)                      | 16.3 (6.4)                      | 18.8 (7.4)                      | 113.9 (44.8)                    |
| متوسط أيام هطول الأمطار (≥ 0.2 mm) | 10.1                            | 7.6                             | 8.5                             | 9.2                             | 10.4                            | 12.9                            | 14.0                            | 10.9                            | 9.7                             | 9.0                             | 8.5                             | 10.4                            | 121.3                           |
| متوسط الأيام الممطرة (≥ 0.2 mm)    | 0.4                             | 0.3                             | 1.9                             | 6.4                             | 9.9                             | 12.9                            | 14.0                            | 10.9                            | 9.6                             | 6.7                             | 1.3                             | 0.7                             | 74.8                            |
| متوسط الأيام المثلجة (≥ 0.2 cm)    | 10.6                            | 8.3                             | 7.8                             | 4.4                             | 1.1                             | 0.1                             | 0.0                             | 0.0                             | 0.6                             | 3.4                             | 7.9                             | 10.6                            | 54.7                            |
| متوسط الرطوبة النسبية (%)          | 68.7                            | 65.2                            | 60.9                            | 46.9                            | 41.6                            | 47.8                            | 52.0                            | 49.8                            | 50.6                            | 56.2                            | 69.8                            | 71.6                            | 56.8                            |
| ساعات سطوع الشمس الشهرية           | 93.9                            | 126.5                           | 175.9                           | 225.1                           | 269.2                           | 275.0                           | 297.7                           | 289.7                           | 187.1                           | 136.1                           | 78.0                            | 74.7                            | 2٬229                           |
| نسبة وصول أشعة الشمس               | 37.2                            | 45.7                            | 47.9                            | 53.8                            | 54.8                            | 54.3                            | 58.5                            | 63.3                            | 49.0                            | 41.3                            | 29.9                            | 31.6                            | 47.3                            |
| المصدر: Environment Canada         |                                 |                                 |                                 |                                 |                                 |                                 |                                 |                                 |                                 |                                 |                                 |                                 |                                 |

## أعلام
- براد بيرغن
- رستي كروفورد
- هاري جيروم
- غري آول
- ريك دوكومون
- جوني باور
- جون فيكرز
- توماس أوسبورن ديفيس